# 飯名神社
飯名神社（いいなじんじゃ）は、茨城県つくば市臼井にある神社。『常陸国風土記』に「飯名神」として記載のある古社（式外社）である。中世は「飯奈野神社」や「稲野宮」と呼ばれていた。現在は「稲野（飯名、臼井）の弁天様」と親しまれている。旧社格は無格社。

## 概要
筑波山南麓にある巨石信仰の神社である。筑波山双峰の間にある御幸ケ原を源流とする男女の川（みなのがわ）が、社地の西方を流れている。近くには清流があり、「銭洗」の場としても使われている。社殿は筑波山双峰がある北北東を背にしている。
社地は臼井地区の北西の標高約80メートルの地点にある。集落中にあるつくタクのバス停「飯名神社入口」から舗装路の参道が通じていて、案内板もあるが、急勾配かつ離合困難な生活道路である。この道は社殿脇をすり抜けるように続き、途上のY字型の三叉路を東に行くと筑波山神社の一ノ鳥居（六丁目の大鳥居）前に、直進すると月水石神社を経て茨城県道139号に合流する。境内に駐車場はないが、閑散期であれば転回程度は可能である。
宇気母知神一座の神社であったが、江戸時代に弁財天（市杵島姫命）を造立して以来、弁財天信仰が強まり、現在も「稲野の弁天様」「飯名の弁天様」「臼井の弁天様」と親しまれている。

## 祭神

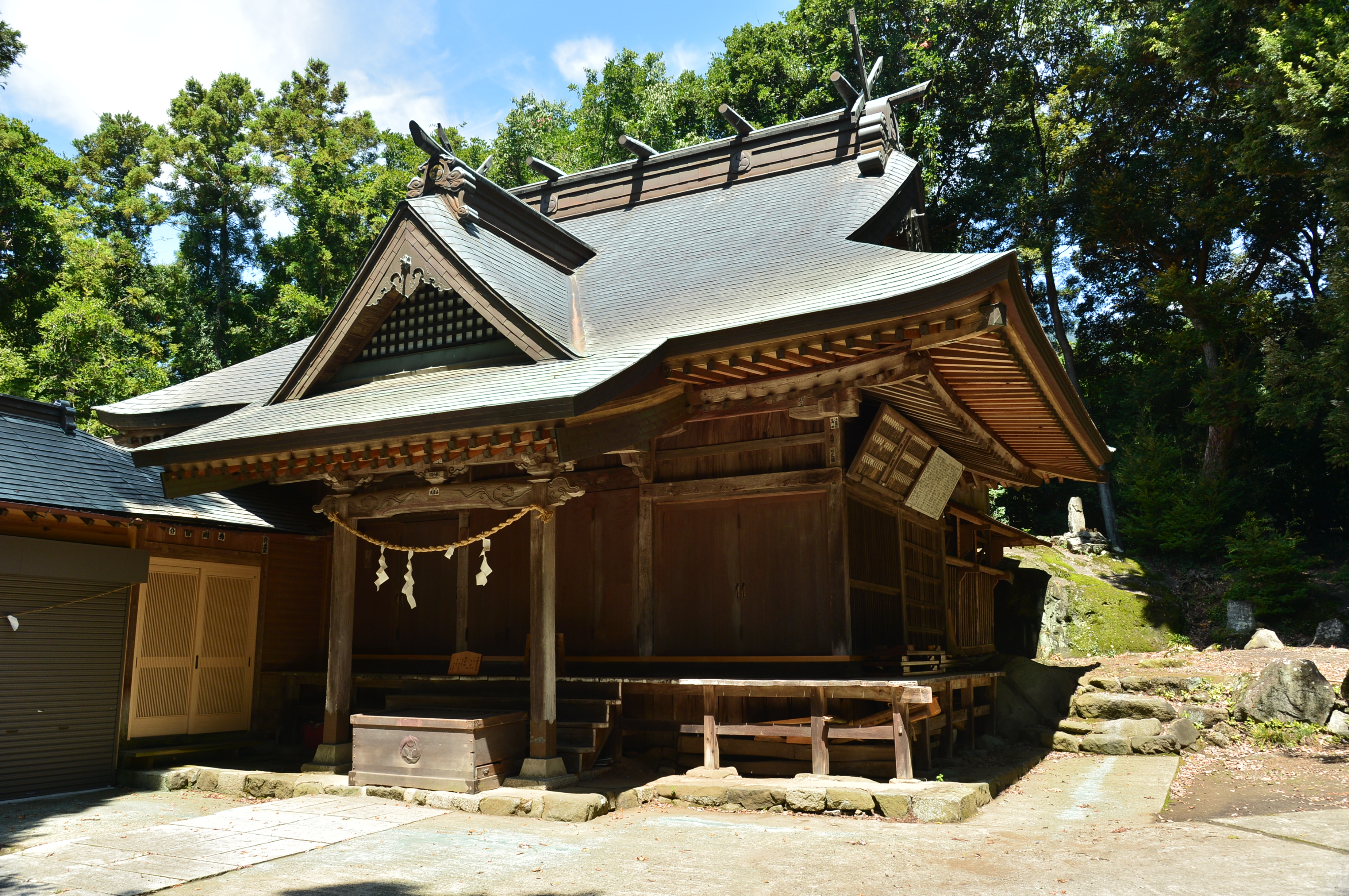
飯名神社の拝殿（2018年8月）

主祭神
宇気母知神
市杵嶋姫命
配祀
神伊邪那岐命、伊邪那美命、須佐之男命、大己貴命、金山比古命
- 神体は巨石（磐座）であり、南側の平場に社殿と社務所がある。神体とは別に一間社流造の本殿と覆屋が造立されている。

- 巨石は大きな割れ目があることから女石という。女石の上には稲荷神を祀る小社と立石があり、これを男石という。陰陽の対比から女石は弁財天に見立てられ、「飯名弁天」という異名もある[1]。境内には他にも注連縄を張られた巨石が数多くある。

- 五穀豊穣と商売繁盛の神として信仰されている。

### 配祀神
配祀神が祀られた経緯については「飯名神社由來記」（後述）には記されていない。伊邪那岐命と伊邪那美命は筑波山神二座である。また旧臼井村域にある単立社のうち、旧田井村の村社として多くの神社整理の受け皿となった蚕影神社に合併の記録がない神社がいくつかある。
- 臼井の八坂神社。臼井地区の北東の山腹にある。臼井では夏祭りとして祇園祭が行われているが、その前日に八坂神社で御神火が焚かれる[3]。

- 立野の蔵王神社。神体はつくば市指定有形文化財（彫刻）[4]の蔵王権現像である。元は土浦市小高の蔵王山山頂に祀られていたが、天正3年（1575年）、小田城落城に伴い、小高知興が立野に遷祀した[5]。元宮の蔵王権現は、蔵王山の採石事業の影響を受けつつも、神社庁包括社の「金嶽神社」（土浦市小高字石崎）として存続している。祭神は不詳。

- 臼井の御山王様。山王権現を祀る御山王様と呼ばれる神社があった[6]。

### 境内社
稲荷神社、愛宕神社、三峯神社、山の神神社の4社がある。

### 初巳祭
例祭は正月初巳（毎年2月頃）に行われる初巳祭である。一般的な屋台のほかに、筑波みかん、海産物、竹細工などの雑貨、農業用資材といったものを取り扱う昔ながらの行商が集まる。また、弁財天信仰に因んだ縁起物としてだるま市が名物である。

## 由緒
拝殿側面に飯名神社社務所名義の「飯名神社由來記」が掲げられており、祭神、由緒、例祭等が詳しく記されている。特別な断りがない場合、「飯名神社由來記」に依拠する。

### 創建
創建は不詳であり、旧臼井村の文書にも記録はないという。

### 『常陸国風土記』と『万葉集』
『常陸国風土記』の信太郡の条にある「其里西飯名社此即筑波岳所有飯名神之別属也」（その里の西に飯名の社あり。こはやがて筑波の岳にある所の飯名神の別属なり）の「飯名神」に比定する見解がある。これによれば創建は8世紀以前に遡る古社である。ここから飯名神社は筑波山では最も古い神社ともいわれている。
『万葉集』第14巻の東歌「筑波嶺に雪かも降らるいなをかも愛しき子ろが布（にの）乾（ほ）さるかも」の「いなをかも（伊奈乎可母）」を、「否をかも」と「いなをか（飯名岡 、飯奈岡、稲岡）」の掛詞と解釈する見解がある。『茨城大観』や『筑波郡案内記』に「臼井字飯名岡に在り」とあり、茨城県神社庁神社台帳の登録住所は「臼井稲岡1番地」となっていることから、「いなをか」は小字として残っていたと見られる。
宮本宣一は『筑波歴史散歩』（昭和43年刊）で「昔から神体山として崇められた筑波の神の里宮として創建され、六所神宮と同性格のものであろう」と考察している。六所神宮とは明治末まで六所地区にあった六所神社の尊称で、筑波山神社二座の「郷の宮（遥拝殿）」として創祀されたという伝承を持つ。

### 飯奈野神社伝記と稲野宮鰐口
文献資料に、六所神宮大宮司長戸家文書「飯奈野神社伝記」と、筑波山中腹弁慶七戻り付近で出土したという鰐口（稲野宮鰐口）の銘がある。「飯名神社由來記」には次の記述が紹介されている。
- 当社勧請は「康正2丙子年（1456年）11月16日飯奈野ノ地ニ宮造立有テ保食神鎮座シ給フ」。
- 「常陸國北条郡臼井村稲野宮鰐口檀那衆文明11年（1479年）5月25日」（稲野宮鰐口銘）。
- 「天正19辛卯年（1591年）正月初巳日御遷宮」。
- 「万治3庚子年（1660年）3月14日弁財天造立、祭神、市杵嶋姫命」。

康正2年（1456年）、「保食神（宇気母知神）」が「飯奈野」の地に「勧請」され、天正19年（1591年）に「遷宮」したことが分かる。
「当社勧請は」という記述は、保食神を主神とする飯奈野神社の創祀を意味する。これを創建と解釈すれば、『常陸国風土記』の「飯名神」としての「飯名神社（飯奈野神社）」には連続性がない。ただし、これらの資料は「北条郡臼井村」に「飯奈野」という地名が存在し、それが社名に転じたことも証している。ここから「飯名神」に関わりのある信仰の痕跡、もしくは神体山信仰からの変化と見ることもできる。
「遷宮」という記述は、社殿修理等の竣工にかかる仮殿からの遷宮のほかに、移祀（遷座）を意味する場合がある。ここから「飯奈野」と「いなをか（稲岡）」は、「野」と「岡」と呼び分けられる程度の近接地であった可能性もある。文化5年（1808年）の「常陸国筑波山縁起」の絵図には、飯名神社を示す「弁天」と「臼井村」の間に「イ子ノ」という文字が書き込まれている。
「弁財天造立」という記述は、当初市杵島姫命は本殿ではなく、別に社を立てて祀られていたことを示唆する。

### 弁財天信仰
飯名神社は宇気母知神と市杵島姫命を主神とするが、万治3年（1660年）に造立されたという弁財天信仰が優勢で、現在も「稲野の弁天様」「飯名の弁天様」「臼井の弁天様」と親しまれている。銭洗、福来御種銭、初巳祭といった特有の風習もある。稲荷信仰というよりは、弁財天信仰の神社である。
宇賀神系統の弁財天（宇賀弁財天）には、その蛇神信仰に因んで初巳を特別視し、祭事を行うものがある。また、宇賀弁財天の神使は白蛇とされている。「飯名神社由來記」は、例祭の初巳祭を遷宮（正月初巳日）に因んだものとしているが、これは市杵島姫命の奉斎以前から、初巳が特別視されていたことを示唆する。

### 明治以降
「飯奈野神社（稲野宮）」から「飯名神社」に改称した時期は不明である。
近代社格制度においては社格を有しなかった。
昭和27年（1952年）1月23日、宗教法人を設立した。
平成24年（2012年）、東日本大震災による被害からの復興事業が竣工し、鳥居、石段、石玉垣等を整備した。復興事業を記念する石碑がある。

## 『常陸国風土記』の記述
「飯名神」は、『常陸国風土記』の信太郡の条にのみ見られる神名である。『常陸国風土記』の筑波郡の条には本社の記述がなく、その後の六国史（『延喜式』等）の文献にも登場しない。よって「飯名神」は、信太郡にある分社の記述からのみ間接的に実在が立証される、特殊な式外社といえる。
「飯名神社由來記」にある通り、飯名神社は「飯名神」の有力な比定社である。ただし「筑波岳なる飯名神とは、稲村社と云へるものなり」（『新編常陸国誌』）、「郡郷考云、飯名神は今も筑波山の摂社に、稲村権現といふ者と、其称は相似たり」（『大日本地名辞書』）と、名称の類似から、筑波山神社の四摂社の一である稲村神社（天照大御神）を挙げる意見もある。

### 信太郡の飯名社
信太郡の飯名社は、「飯名神」と同じく式外社である。その比定社については、『新編常陸国誌』は、本文で「今の女化原なる稲荷のことと聞ゆ」「飯名と稲荷と俗言近きを以て、後人強て稲荷とせしものなり」とし、龍ケ崎市馴馬町の女化神社（女化稲荷神社）を挙げているが、「再按に、飯名神の墟は、稲塚と見ゆ」「風土記に、筑波の飯名神の別属と云ふもの、よくかなへり、疑ふべからず」と追記訂正している。『大日本地名辞書』は「飯名社は、即八代村稲塚にあたり、稲敷の名も稲八代と同義なりと、郡郷考、新国誌等に説かれたる、動かざる確論なり」と稲塚説に従っている。地名の一致から鹿島郡飯名村を注記する注釈本もある。
稲塚（イ子ツカ）は、龍ケ崎市八代町稲塚にある「稲塚古墳」である。沖積地にある円墳で、付近には官道が通っていたという。
地誌等は、『和名類聚抄』の「稲敷郷」や古歌にいう「稲敷里」の由来を、飯名神に求めている。
- 『新編常陸国誌』は「稲敷を以て郷名とせしものも、飯名神より起れるものなり、敷と云ふは、屋敷、倉敷など云ふに同じくて、飯名社の敷地と云う意より出たるにもあるべし、凡て敷地と云ふは、しろと云ふ意にて、䉼地のことを云へるなり」とし、「稲敷」の語義を「飯名社の敷地」と解釈している。
- 『大日本地名辞書』は「利根川図志云」として「飯名は即後に稲とつまりしものにて、稲敷といへるは、飯名の神の敷地なる故の名なり」と記している。前記の「稲敷の名も稲八代と同義なり」とは、飯名神の敷地が「稲敷」に、飯名の「社（やしろ）」が旧村名の「八代」になったという趣旨である。
- 『標注古風土記』は「宮本元球曰」（郡郷考）として「村に稲塚あり、土人これを筑波山とも云ふ。稲塚は飯名塚の約なるべし」としている。

これらの資料は、「いなをか」や「稲奈野」も含めて、「飯名」が例外なく「稲」に変化していることも示している。
筑波山の「飯名神」から起こった信太郡稲敷郷の郷名は、1896年（明治29年）に信太郡と河内郡の合併により成立した稲敷郡や稲敷台地といった名称の由来となり、平成の大合併で成立した稲敷市の名称にも継承されている。

### 飯名社の祭神
稲塚古墳の墳上には稲敷神社という小祠がある。なお、稲塚古墳は民有地であり、その墳上にある稲敷神社も非公開の私祠である。そのため郷土調査委員を含む部外者の参拝は受け付けていない。
稲敷神社は、民有地の私祠でありながら、戦前の『神社明細帳』には「稲敷郡八代村稲塚」「無格社」として記載がある。公的な資料に基づくと考えられる「龍ヶ崎市内の寺社」には、「創建祭神不詳」「大正10年（1921年）に倒壊、後再建」と記されているという。
『新編常陸国誌』は、稲塚に「筑波権現」と「一葉稲荷」の二祠があると記している。
- 「この稲塚俗人これを筑波山とも云り、上に筑波権現の小祠あり、六十年前後にこの塚やけたり、大木もありしが、枯たるによりて持主の男切たり、持主は塚の傍に居れり、墳上なる石の小祠は、焼後に持主の百姓建たるなり、されどもとより筑波の神跡なりと云伝へしと云」。
- 「この塚の後少し程ありて一葉松あり、大木にして二囲もあるべし、葉悉く一葉なり、その下に一葉稲荷とて小祠あり」。

飯名社に関する記憶は、「筑波の神跡」の伝承にうかがえる。大正5年（1916年）の『稲敷郡志』には、八代村の東の田圃中に稲敷神社又は筑波神社と呼ばれる小祠があったが、1840年頃に焼失したと記されているという。ただし『新編常陸国誌』の記述は、「筑波の神跡」の伝承に基づき、火災後に筑波権現の石祠が建立されたという趣旨であり、それ以前から小祠が存在していたかは定かでない。現況は不明だが、「広報稲敷」の記事に、撮影時期不明の龍ケ崎市歴史民俗資料館所蔵の小祠（石祠ではなく社殿になっている）の写真が掲載されている。
稲塚の一葉松下にある一葉稲荷については、由緒等は記されておらず、現況も不明である。稲塚を「筑波山」と見れば、一葉稲荷を山麓の「飯名社」になぞらえることもできる。
現在の稲塚二祠には不明な点が多く、古来の「飯名神」を推定することは困難と考えられる。

## 周辺の神社
月水石神社（がっすいせきじんじゃ）
茨城県つくば市筑波（旧筑波郡筑波村）
祭神・イワナガヒメ（磐長姫命）
例祭・旧暦正月25日
単立社
- 月に一度、中央の穴から赤い水を流すという伝説を持つ巨石を神体とする。単立社であるが、一般の参拝を受け入れており、子授けや婦人病の治癒に神徳があるとして広く信仰されている[18]。

- 社殿覆屋の側面に掲げられていた社主による「月水石神社由来」によれば、当地は磐長姫命の崩御の聖地である。磐長姫命は筑波山両神である諾册二尊の第4御子であり、病によって登ることが出来ず、この地で崩御した。その後、筑波山両神の下命によって庶民の守護神になったという。諾册二尊を磐長姫命の親神とする系譜は、記紀と異なる独自のものである。ただし新たに建てられた「イワナガヒメの『謂われ』」では、記紀の系譜及び記述を踏襲したものになっている。筑波山両神の御子という伝承に、明治以降の神名を補足したと見ることもできる。

- 社地を流れる沢は男女の川であり、筑波山双峰の間にある御幸ケ原付近に源流がある。この下流には飯名神社がある。飯名神社とは男女の川、磐座信仰、陰石信仰、女神信仰といった共通点がある。

- 逆川（酒香川）を挟んだ神郡山の蚕影神社には、妹神の木花咲耶姫命が祀られている。

- 平成21年（2009年）、社殿を改築した。